# ألفرد راج
ألفرد راج (مواليد 7 مايو 1934 - الوفاة 26 أبريل 2010) كان دراج سويسري.

## سباقات أو مراحل فاز بها
- طواف سويسرا

## روابط خارجية
- ألفرد راج على موقع أرشيف الدراجات (الإنجليزية)
- ألفرد راج على موقع إحصائيات الدراجات الإحترافية (الإنجليزية)
- ألفرد راج على موقع CycleBase (الإنجليزية)